# Nausigaster unimaculata
Nausigaster unimaculata là một loài ruồi trong họ Ruồi giả ong (Syrphidae). Loài này được Townsend mô tả khoa học đầu tiên năm 1897. Nausigaster unimaculata phân bố ở miền Tân bắc